# Paratriodonta alicantina
Paratriodonta alicantina är en skalbaggsart som beskrevs av Edmund Reitter 1890. Paratriodonta alicantina ingår i släktet Paratriodonta och familjen Melolonthidae. Inga underarter finns listade i Catalogue of Life.